# Giunta militare
Una giunta militare è un governo guidato da un comitato di capi militari.
Il termine italiano giunta è simile a junta in spagnolo e portoghese e significa comitato, in particolare un consiglio di amministrazione. A volte diventa una dittatura militare, anche se i termini non sono sinonimi.

## Giunte militari del passato
- Giunta militare brasiliana del 1930
- Giunta militare sudcoreana (1961-1963)
- Giunte militari nigeriane (1966-1979 e 1983-1998)
- Giunta militare greca (1967-1974), anche chiamato "Dittatura dei colonnelli".
- Giunta militare peruviana del 1968-1980 (1968-1980)
- Giunta militare brasiliana del 1969
- Giunte militari boliviane (1970-1971 e 1980-1982)
- Giunta militare cilena (1973-1990)
- Giunta di Salvezza Nazionale in Portogallo (1974-1975)
- Derg in Etiopia (1974-1987)
- Processo di riorganizzazione nazionale in Argentina (1976-1983)
- Giunta di Ricostruzione Nazionale in Nicaragua (1979-1985)
- Giunta Rivoluzionaria di Governo di El Salvador (1979-1982)
- Consiglio Militare di Salvezza Nazionale in Polonia (1981-1983)
- Consiglio di Stato per la Pace e lo Sviluppo in Birmania (1988-2011), conosciuto come Consiglio di Stato per la Restaurazione della Legge e dell'Ordine dal 1988 al 1997.
- Giunta militare haitiana (1991-1994)
- Consiglio per la sicurezza nazionale in Thailandia (2006-2008)
- Governo militare figiano di Frank Bainimarama (2006-2014)[1]
- Consiglio Nazionale per la Democrazia e lo Sviluppo della Guinea (2008-2010)
- Consiglio nazionale per la pace e per l'ordine della Thailandia (2014-2019)

## Giunte militari fallite
- Giunta militare algerina francese (1961)

## Stati sotto giunta militare
| Stato        | Giunta                                                        | Capo della giunta               | Data d'inizio     |
| ------------ | ------------------------------------------------------------- | ------------------------------- | ----------------- |
| Mali         | Comitato Nazionale per la Salvezza del Popolo                 | Assimi Goïta                    | 18 agosto 2020    |
| Birmania     | Consiglio di Amministrazione dello Stato                      | Min Aung Hlaing                 | 1º febbraio 2021  |
| Guinea       | Comitato nazionale per la riconciliazione e lo sviluppo       | Mamady Doumbouya                | 5 settembre 2021  |
| Sudan        | Consiglio Sovrano di Transizione                              | Abdel Fattah Abdelrahman Burhan | 25 ottobre 2021   |
| Burkina Faso | Movimento patriottico per la salvaguardia e la restaurazione  | Ibrahim Traoré                  | 30 settembre 2022 |
| Niger        | Consiglio Nazionale per la Salvaguardia della Patria          | Abdourahamane Tchiani           | 26 luglio 2023    |
| Gabon        | Comitato per la transizione e il ripristino delle istituzioni | Brice Clotaire Oligui Nguema    | 30 agosto 2023    |